# Amaioua corymbosa
Amaioua corymbosa es una especie  de arbusto de la familia Rubiaceae. Es originaria de México y América tropical

## Descripción
Es un arbusto que alcanza los 2-5 m de altura, con ramitas seríceas y estípulas lanceo-oblongas, de 1.5-2.5 cm de longitud. Las hojas son ovales a elípticas, de 5-20 cm de largo y 3-10 cm de ancho corto-acuminadas, base redondeada a aguda; las flores blancas dioicas, las estaminadas corimbosas; el cáliz cupular, de 3-4 mm, 6-denticulado; corola de unos 18 mm; flores pistiladas acabezueladas o corimbosas; corola de 1 cm; el fruto es oval u ovoide, de 1.2-1.5 cm, laxamente seríceo, con semillas angulosas.

## Distribución
Se distribuye por América tropical en México, Belice, Costa Rica, Guatemala, Nicaragua, Cuba, Trinidad, Guayana Francesa, Guyana, Surinam, Venezuela, Bolivia, Colombia, Ecuador, Perú y Brasil.

## Taxonomía
Amaioua corymbosa fue descrita por Kunth in F.W.H.von Humboldt y publicado en Nova Genera et Species Plantarum (quarto ed.) 3: 419, t. 294. 1818[1820].
Sinonimia
- Hexactina corymbosa (Kunth) Willd. ex Schult.f. in J.J.Roemer & J.A.Schultes, Syst. Veg. 7: 91 (1829).
- Amaioua fagifolia Desf., Mém. Mus. Hist. Nat. 6: 14 (1820).
- Amaioua peruviana Desf., Mém. Mus. Hist. Nat. 6: 16 (1820).

## Nombres comunes
Castellano: palo café, pitajoní cimarrón, pitajoní macho, rabo de alacrán